# Michel Nikolaïevitch de Russie
Michel Nicolaïevitch, grand-duc de Russie, (en russe : Михаил Николаевич) ou Mikhaïl Nikolaïevitch Romanov (en russe : Михаил Николаевич Романов), né le 13 octobre 1832 à Peterhof, décédé le 18 décembre 1909 à Cannes, est un membre de la famille impériale de Russie.
Il fut commandant en chef des troupes impériales au Caucase, vice-roi du Caucase de 1862 à 1882, generalfeldmarschall en 1878 de l'armée impériale de Russie, inspecteur de l'artillerie, président du conseil d'Empire jusqu'à son décès.
Il connut quatre empereurs (Nicolas Ier, Alexandre II, Alexandre III et Nicolas II) qu'il servit avec loyauté. 

## Biographie

### Enfance

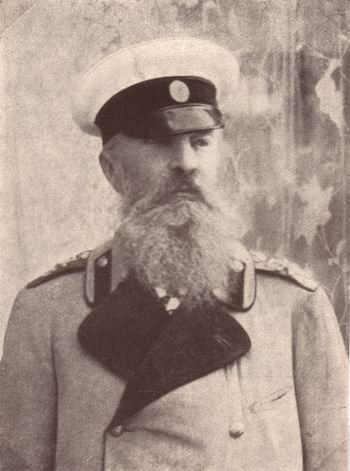
Le grand-duc Michel

Fils de Nicolas Ier de Russie et de Charlotte de Prusse (Alexandra Féodorovna).
Le jour de son baptême, Nicolas Ier remit au nourrisson les ordres de Saint-André, d'Alexandre Nevski, de l'Aigle blanc, de Sainte-Anne (1re classe), de Saint-Stanislas (1re classe). En outre, il reçut le commandement d'un bataillon d'un régiment des grenadiers à cheval
.
Il grandit au sein d'une famille harmonieuse, loin de la stricte étiquette imposée à la cour impériale de Saint-Pétersbourg, une grande entente régnant entre ses frères et sœurs.

### Carrière militaire
Le grand-duc Michel fit ses études au corps des cadets avec son frère aîné, le grand-duc Nicolas Nikolaïevitch, comme il était de tradition dans la famille impériale. En 1846, il fut promu sous-lieutenant et lieutenant en 1847. En 1848, il rejoignit au grade de capitaine la 2e brigade du régiment d'artillerie de la Garde. En 1850, il devint colonel de cette même brigade. Il fut nommé le 6 mai de la même année aide de camp et admis dans l'entourage du tsar. Devenu major-général, il reçut le commandement d'une brigade d'artillerie à cheval le 9 décembre 1852.
Il prit part avec son frère aîné à la guerre de Crimée (1853-1856), où ils furent engagés au siège de Sébastopol, mais ils connurent leur baptême du feu à la bataille d'Inkerman le 5 novembre 1854. Pour sa valeureuse conduite au cours de cette bataille, il fut décoré de l'ordre de Saint-Georges (4e classe) le 20 novembre 1854.
En 1855, après l'accession au trône d'Alexandre II, le grand-duc Michel fut admis à siéger au Conseil d'État, et reçut en outre la même année le commandement de l'artillerie de la Garde et d'un corps de réserve de cavalerie.
Le 7 février 1856, il fut promu adjudant-général et en avril suivant nommé par son frère au poste de vice-président de la commission chargée de l'amélioration des conditions de la vie des soldats et du service dans les armées. Il siégea également au comité chargé de la création d'une académie de cavalerie. En août 1856, il fut élevé au grade de lieutenant-général et reçut le commandement de la 2e brigade de cavalerie légère de la Garde.
En avril 1859, le grand-duc Michel devint membre de la commission chargée de l'inspection des fortifications en mer Baltique et en mer Noire. Le 9 février 1860, il fut nommé commandant en chef des écoles militaires, et élevé le 25 août 1860 au grade de général d'artillerie. En 1862, il reçut pour ses services rendus à la Couronne l'ordre de Saint-Vladimir (1re classe). Il est à noter que cette distinction n'était que rarement accordée à une membre de la famille impériale.

#### Vice-roi du Caucase

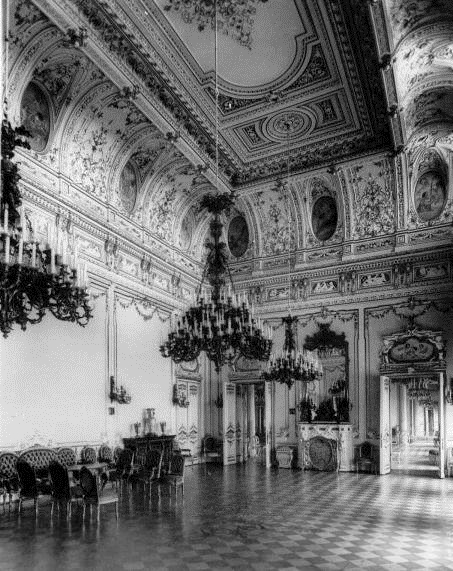
Le nouveau palais Michel.

Le 6 décembre 1862, il fut nommé gouverneur (vice-roi) du Caucase et commandant de l'armée du Caucase, occupant ses postes jusqu'en juillet 1881. Sous le commandement du grand-duc, cette armée prit part à une campagne militaire de pacification en Tchétchénie, au Daghestan et dans la partie occidentale du Caucase. Le 15 juin 1864, il reçut, en récompense de ses services rendus à la Couronne lors de la conquête du Caucase occidental, l'ordre de Saint-Georges (2e classe). Sous son gouvernement, le grand-duc apporta de profondes réformes déjà entreprises dans le reste de l'Empire : libération des moujiks, réformes de la paysannerie et de l'armée. De profonds changements furent apportés dans la gestion de l'appareil judiciaire et l'accent fut mis également sur un meilleur fonctionnement des finances et des communications. Le 30 juin 1864, il fut décoré de l'ordre de Saint-Georges (2e classe).
Il prit part en qualité de commandant de l'Armée du Caucase à la guerre russo-turque de 1877-1878. Selon des témoins de cette époque, le grand-duc ne fut pas un habile chef militaire, car l'énergie, les talents dans l'art de la guerre lui faisaient défaut. Les grandes victoires remportées par l'Armée du Caucase furent essentiellement dues aux grandes capacités de ses généraux : Mikhaïl Tarielovitch Loris-Melikov (1825-1888), au général Nikolaï Nikolaïevitch Obrouchev (1830-1904) et au général Ivan Davidovitch Lazarev (1820-1879). Par le manifeste du 22 octobre 1877, promulgué par le tsar Alexandre II, le grand-duc reçut l'ordre de Saint-Georges (1re classe) pour son glorieux fait de guerre à la tête de ses troupes du Caucase. Il obligea en effet Mouktar Pacha à battre en retraite vers Kazum Zevin.
Le 29 avril 1879, il fut élevé au grade suprême de maréchal d'artillerie. Après lui, aucun membre de la famille impériale n'atteignit cette haute distinction de l'Empire.
Après l'assassinat de son frère aîné, le tsar Alexandre II, le 1er mars 1881, le grand-duc Michel fut rappelé par son neveu, le nouvel empereur de Russie, Alexandre III. Il quitta donc le Caucase et arriva dans la capitale le 27 juillet 1881. Le nouveau tsar le nomma président du Conseil d'État, où il remplaça son frère le grand-duc Constantin. Il s'impliqua activement dans la politique. Ainsi il fut admis à siéger au Conseil des ministres en mai 1883. En 1892, il devint président du comité impérial relatif aux blessés de guerre. En juillet 1894, Alexandre III confia à son oncle la direction d'une commission chargée de la défense des côtes de la Russie impériale.

### Personnalité du grand-duc

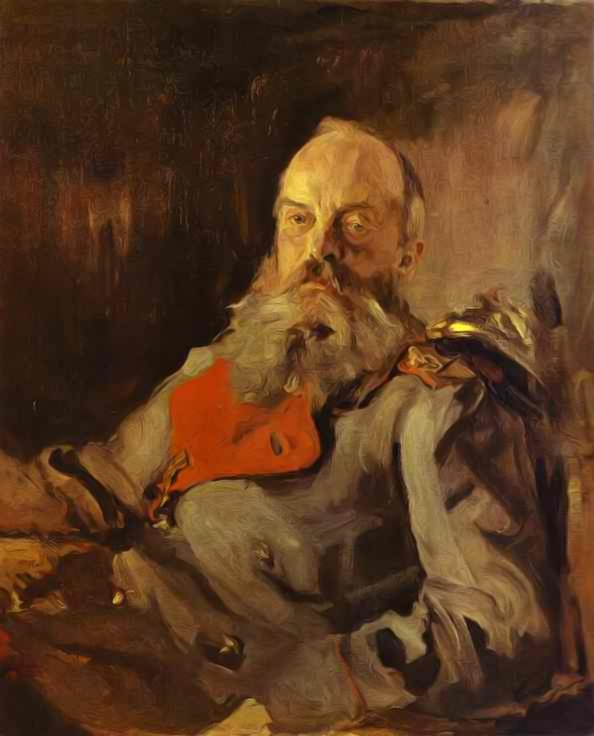
Portrait du grand-duc Michel de Valentin Serov (1900)

Le grand-duc Michel était un homme amical qui jouissait d'une grande popularité auprès des Russes. La reine Victoria se souvenait du grand-duc comme d'un homme : « Très très charmant, très doux et de bonne humeur... il nous a séduit, et, je comprends que, où que vous alliez, petits et grands, tout le monde l'aime... » 
Le grand-duc Michel était fidèle à son épouse, même après son décès survenu en 1891. Ses enfants reçurent une excellente éducation et une stricte discipline. Conformément à ses vœux, ses fils firent une carrière militaire.
En 1857, le grand-duc Michel fit construire à Saint-Pétersbourg, le nouveau palais Michel (en russe : Hово-Михайловский дворец на Дворцовой набережной), dont l'architecte fut Stackenschneider (1802-1865). Ce palais fut terminé en 1861. Des statues sculptées par David Jensen ornaient l'intérieur de cet édifice.

### Décès et inhumation
Souffrant depuis quelques années, le grand-duc Michel de Russie s'établit à Cannes, où il décéda le 18 décembre 1909 d'un accident vasculaire cérébral. Le 5 janvier 1910, il fut inhumé avec les honneurs en la cathédrale Saint-Pierre-et-Saint-Paul de Saint-Pétersbourg.

## Distinctions
- 1832 : Ordre de Saint-André ;
- 1832 : Ordre de Saint-Alexandre Nevski ;
- 1832 : Ordre de l'Aigle blanc ;
- 1832 : Ordre de Sainte-Anne (1re classe) ;
- 1832 : Ordre de Saint-Stanislas (1re classe) ;
- 5 novembre 1854 : Ordre de Saint-Georges (4e classe) ;
- 1862 : Ordre de Saint-Vladimir (1re classe) ;
- 30 juin 1864 : Ordre de Saint-Georges (2e classe) ;
- 22 octobre 1877 : Ordre de Saint-Georges (1re classe) ;

La batterie Michel de Sébastopol est nommée en son honneur.

### Mariage et descendance

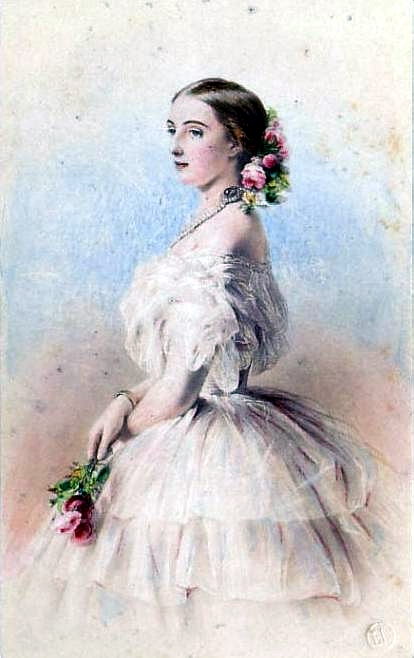
Son épouse, la grande-duchesse Olga Fiodorovna (Franz Xaver Winterhalter)

Le 16 août 1857, il épousa Cécile de Bade (Olga Fiodorovna) (1839-1891), fille du grand-duc Léopold Ier de Bade et de Sophie de Suède.
De cette union naquirent :
- Nicolas Mikhaïlovitch de Russie (1859-30 janvier 1919), exécuté à la forteresse Saint-Pierre-Saint-Paul de Saint-Pétersbourg
- Anastasia Mikhaïlovna de Russie (1860-1922), elle épousa Frédéric-François III, grand-duc de Mecklembourg-Schwerin (1851-1897)
- Michel Mikhaïlovitch de Russie (1861-1929), il épousa en 1891 Sophie von Merenberg (1868-1927)
- Georges Mikhaïlovitch de Russie (1863-1919), exécuté à Saint-Pétersbourg, il épousa Marie de Grèce (1876-1940)
- Alexandre Mikhaïlovitch (1866-1933) épousa en 1894 Xenia Alexandrovna de Russie (1875-1960), fille d'Alexandre III.
- Serge Mikhaïlovitch de Russie (1869-exécuté sommairement le 18 juillet 1918)
- Alexis Mikhaïlovitch de Russie (1875-1895)[4]

Trois des fils du grand-duc Michel furent exécutés par les révolutionnaires, un le 18 juillet 1918, deux le 30 janvier 1919. Par leur éducation, les six fils du grand-duc Michel n'étaient pas très appréciés par les membres de la famille impériale. Ils les jugeaient comme des intellectuels libéraux, des hommes au caractère romanesque, mais instruits, attirés par les opinions politiques libérales de l'Europe occidentale. Cinq des fils du grand-duc Michel furent des intellectuels : l'aîné, le grand-duc Nicolas Mikhaïlovitch fut docteur honoris causa d'histoire et de philosophie ; son troisième fils, le grand-duc Georges fut un éminent numismate et auteur de plusieurs ouvrages sur ce sujet ; le grand-duc Serge Mikhaïlovitch quant à lui portait beaucoup d'intérêts aux mathématiques et la physique ; le grand-duc Alexandre Mikhaïlovitch se passionnait pour les technologies. Il fut l'un des fondateurs de l'aviation civile et militaire de la Russie impériale. Le benjamin, le grand-duc Alexis Mikhaïlovitch se passionnait pour la philatélie.

## Généalogie
Michel Nicolaïevitch de Russie fut le fondateur de la quatrième branche issue de la première branche de la maison d'Oldenbourg-Russie (Holstein-Gottorp-Romanov), elle-même issue de la première branche de la maison d'Holstein-Gottorp. Ces trois branches sont issues de la première branche de la maison d'Oldenbourg. Il fonda la branche agnate des Mikhaïlovitch. Il est l'ascendant des princes Alexis Andreïevitch Romanov, Pierre Andreïevitch Romanov, André Andrïevitch Romanov.